# Sedum brevierei
Sedum brevierei är en fetbladsväxtart som beskrevs av Chassagne. Sedum brevierei ingår i Fetknoppssläktet som ingår i familjen fetbladsväxter. Inga underarter finns listade i Catalogue of Life.